# Isohypsibiidae
Famille
Les Isohypsibiidae sont une famille de tardigrades. 

## Liste des genres
Selon Degma, Bertolani et Guidetti, 2016 :
- Apodibius Dastych, 1983
- Dastychius Pilato, 2013
- Doryphoribius Pilato, 1969
- Eremobiotus Biserov, 1992
- Halobiotus Kristensen, 1982
- Isohypsibius Thulin, 1928
- Paradiphascon Dastych, 1992
- Pseudobiotus Nelson, 1980
- Thulinius Bertolani, 2003

## Taxinomie
Cette famille a été révisée par Bertolani, Guidetti, Marchioro, Altiero, Rebecchi et Cesari en 2014 puis par Cesari, Vecchi, Palmer, Bertolani, Pilato, Rebecchi et Guidetti en 2016.

## Publication originale
- Sands, McInnes, Marley, Goodall-Copestake, Convey & Linse, 2008 : Phylum Tardigrada: an individual approach. Cladistics, no 24, p. 1-11.